# Jan Roos (schaatser)
Jan Albert Roos (West-Terschelling, 21 november 1916 – Rotterdam, 18 maart 2002) was een Nederlands langebaanschaatser.
Roos nam deel aan de Europese kampioenschappen schaatsen in 1937 (14e) en 1938 (NC31). Hij nam zes keer deel aan het Nederlands kampioenschap schaatsen allround met een derde plaats bij zijn eerste deelname in 1940 als beste resultaat. Hij nam ook deel in 1941 (11e), 1942 (5e), 1946 (7e), 1947 (17e) en 1951 (NC). Zijn beste afstand was de 500 meter.
In 1925 kwam hij vanuit Terschelling naar Amsterdam. Hij was zoon van Jan Roos en Stijntje Bloem, beiden van Terschelling. Hij stond ingeschreven als bouwkundige, met een opleiding aan de Middelbare Technische School in Amsterdam (examen 1939). In 1935 was Roos ontslagen van de dienstplicht vanwege broederdienst. Roos huwde in 1947 met tennisspeelster Jopie van der Wal.